# Амір аль-умара

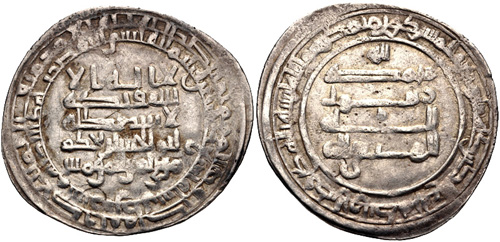
Срібний дирхам 940/941 р, Аміра аль-умара аль-Муттакі

Амір аль-умара (араб. أمير الأمراء; лат. amīr al-umarāʾ) — титул в середньовічній Персії та на Близькому Сході. Перекладається як емір емірів, головний емір, командувач над командувачами.
Вища військова посада в Аббасидському халіфаті X століття, чиї носії в десятиліття після 936 р. прийшли на зміну цивільній бюрократії й взявши гору над візиром, стали правлячими регентами, відвівши халіфу аббасидів суто церемоніальну роль. Правління амір аль-умарів сформувало основу для приходу до влади Буїдів у Аббасидському халіфаті та Іраку після 946 року.
Пізніше титул використовувався в інших мусульманських державах на Близькому Сході, але здебільшого відносився до старших (головних) військових керівників.
Амір аль-умара також застосовувався у Сицилії та Півдні Італії за часів арабського та норманського завоювання для деяких головних міністрів короля.

## Історія
Першою особою, яку назвали Аміром аль-Умарою, був командувач Харун ібн Гаріб, двоюрідний брат халіфа аль-Муктадіра (р. 908—932), що почав так титулуватись з 928 р.
Невдовзі після цього його суперник, євнух Муніс аль-Музаффар (845—933), який служив головнокомандуючим армією халіфату та був владою за престолом також почав використовувати цей титул. З 928 р. Муніс брав участь у боротьбі за владу зі своїми конкурентами, яка закінчилася стратою аль-Муктадіра 932 р. та заміною його братом аль-Кагіром (932—934).
Сам Муніс був страчений Аль-Кагіром у 933 р., але вже 934 р. інший палацовий переворот скинув Аль-Кагір і замінив його ар-Раді (934—940). Часті перевороти і жорстока боротьба за владу значною мірою вплинули на центральний уряд Багдаду. Ефективний контроль над Магрибом та Хурасаном вже давно був втрачений, але тепер автономії правителів з'явилися в провінціях, ближчих до Іраку: Єгиптом і Білад-аль-Шамом управляла династія Іхшидів, Верхньою Месопотамією — династія Хамданідів, більшістю Ірану — Дейлеміти, серед яких найвидатнішими були Буїди. Навіть у самому Іраку авторитет уряду халіфа був поставлений під сумнів. Після смерті Муніса посада Аміра аль-Умари потрапила до Таріфа аль-Субкарі, який також управляв скарбницею держави.
Володіння титулом Аміра аль-умари сформувало інституційні рамки влади династії Буїдів у самому Багдаді і на підконтрольних землях халіфату. А сам халіф став лише номінальною фігурою, що просто був ще одним державним функціонером і отримував щорічну зарплату. Зазвичай посаду Аміра аль-Умари обіймав старший з династії Буїдів. Однак у 955 р. між представниками династії виник конфлікт й Адуд ад-Даула (976—983) почав використовувати титул перською мовою шахіншах («шах шахів»), щоб підкреслити свою першість над іншими.
Таким чином, за часів наступних правителів, перські титули стали більш значимими, і Амір аль-Умара став позначати визначеного спадкоємця. Також цей титул почав використовуватися радше як почесний, а не офіційний (відповідний якійсь посаді).
В Ірані часів Саманідської держави цей титул був одним з найвищих, оскільки його займав головнокомандувач військами Кизилбаші, які становили опору влади Саманідів.
В період, коли Гусейн-бек Шамлу обіймав цю посаду в 1501—1510 роках, він був наймогутнішим державним чиновником, але після нього, титул втратив своє значення й стосувався командирів туркменської племінної кінноти.

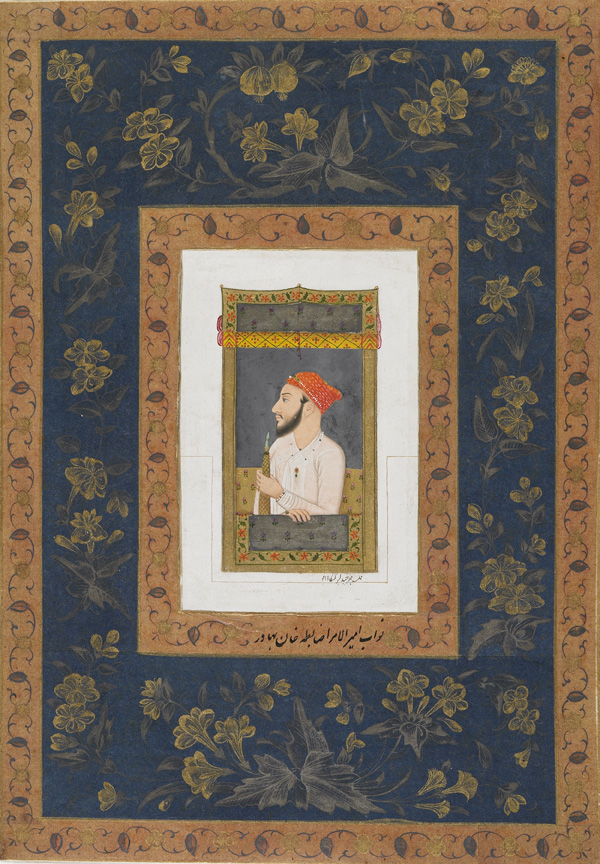
Амір аль-Умара Забіт-хан

Значення титулу Амір аль-Умара значно підвищилось в часи опіки Кізілбаши над Тахмаспом I у 1524—1533 рр. Але згодом майже повністю зникає. Він з'явився лише зрідка в пізньому періоді Сафавидів, для призначених військовими командирами полководців, що охороняли прикордонні регіони від іноземного вторгнення.
Рідко цей титул також використовувався в Мамлюцькому султанаті зі столицею у Каїрі.
В Османській імперії він використовувався разом з перським еквівалентом емір-над-емірами або бейлербей, як їх відповідник.

## У норманському Сицилійському королівстві
Внаслідок тривалого періоду правління арабів на Сицилії (831—1091), норманське Сицилійське королівство продовжувало використання багатьох арабських термінів у своїй адміністрації, серед яких був й титул «емір» (am[m]iratus), носій якого поєднував військову та цивільну владу.
Серед найвидатніших із них був грек Георгій Антіохійський, що був флотоводцем і одночасно наймогутнішим чиновником короля Роджера II (1130—1154). Він виконував обов'язки першого міністра Роджера і йому присвоїли звання великого еміра (magnus amiratus, μέγας ἀμηρᾶς) та еміра емірів (amiratus amiratorum, ἀμηρᾶς τῶν ἀμηράδων). З 1154 до 1160 р. цей титул носив флотоводець і корсар Маріо з Барі; а після нього з 1160 р. останнім еміром емрів був також видатний флотоводець Маргарит з Бриндізі, до краху династії Отвілів у 1194 р.
Зважаючи на видатні досягнення й славу цих правителів й флотоводців, у західному Середземномор'ї до військово-морських командирів у XIII столітті почали застосовувати трохи змінену форму цього звання — «адмірал».